# Работническа партия на Турция
Работническата партия (на турски: İşçi Partisi) на Турция е политическа партия с ляво-националистическа ориентация. Създадена е през 1992 г. на базата на Революционната работническо-селска партия на Турция (TİİKP), Работническо-селската партия на Турция (TİKP) и Социалистическата партия. Дълго време се приема за най-лявата от легалните политически партии в Турската република. Привържениците на РПТ също се наричат „просветители“ („Aydınlıkçılar“), по името на периодичното издание на партията – списание („Aydınlık“). Основател и действащ лидер на партията е Догу Перинчек.

## Идеология на РПТ
В своите програмни документи Работническата партия на Турция съчетава маоистка риторика с уклон към идеите на кемализма. Основа за програмата на партията се приема „научният социализъм“ с елементи на национализма от кемалистки тип – в най-голяма степен в сравнение с другите леви партии в Турция. РПТ приема основателя на съвременната турска държава, Мустафа Кемал Ататюрк като ляв „буржуазно-демократичен революционер“, разглеждайки наследството му като един от ориентирите наред с идеите на Ленин, Мао Цзедун и Фидел Кастро. РПТ определя съвременната „прозападна и проамериканска“ политика на Турция като главна причина за упадъка на кемализма и светската и социална турска национална държава..
Идеолозите на РПТ подчертават, че кемализмът като политическо течение се е реализирало благодарение на войната за независимост през (1919 – 1922 г.) против окупационните войски на западните държави. Независимо че Ататюрк и неговите съратници са декларирали привързаност към принципите на Просвещението и Френската революция, но подчертавайки, че смисълът на тяхната дейност е противопоставяне на империализма на европейските държави. От гледна точка на Работническата партия, провъзгласените от Ататюрк принципи за държавност (построяване на смесена икономика при ръководната роля на държавата) и популизма (на борбата против класовото неравенство и съсловните привилегии) се дължат на влиянието на съветския болшевизъм. Съветското ръководство от своя страна е разглеждало турската война за независимост като показател за пробуждане на азиатските и мюсюлмански народи и началото на антиколониална борба.
РПТ споделя формулирания от Сталин принцип за построяване на социализма в една отделно взета страна, отхвърляйки идеологията на „националкомунизма“ и „ислямския марксизъм“, основател на който се смята Мирсаид Султан-Галиев. В частност заместник-ръководителят на РПТ Мехмет Бердри Гюлтекин публикува труд, посветен на „контрареволюционната роля“ на Султан-Галиев в социалистическото движение.
За основна цел РПТ провозгласява национално-демократическата революция, разбирайки я като „нова демократическа революция“, за която говори Мао Цзедун (във възникването след такава революция „държава на новата демокрация“, няколко антиимпериалистически класи се обединяват за съвместна диктатура
). В хода на своята идеологическа еволюция партията постепенно преминава от ортодоксален марксизъм-ленинизъм-маоизъм към ляв кемализъм.
В последните години партията проявява все по-голям интерес към идеите на евразийството, свързано с проявата на обща про-евразийска тенденция в някои политически кръгове на Турция. Такъв интерес в частност се изразяват при контактите на РПТ с Международното евразийско движение (МЕД) и неговият лидер, идеологът на неоевразийството Александър Дугин. Лидерът на партията Догу Перинчек е член на Висшия съвет на МЕД

## Отношение към външната политика на Турция и кюрдския въпрос
Важен елемент в идеологията на РПТ представлява идеята за създаване на „Голямо евразийско пространство“, в състава на което, освен Турция, трябва да влязат Китай, Русия и Иран, което в перспектива би способствало създаването на нов алианс, ориентиран срещу САЩ.
Работническата партия на Турции заема патриотичесни позиции при отстояване „интересите на турската нация“ по отношение на Република Кипър, Гърция и Армения. РПТ е за изграждане на взаимоотношения с антиимпериалистическите режими в Латинска Америка (Куба, Венецуела, Бразилия) и с държавите, „съпротивляващи се на американското господство“ – Русия, Индия и Китай.
РПТ е за „братско разрешение“ на кюрдския въпрос, което предполага изключване на „империалистическия фактор“ от отношенията между турци и кюрди. По мнение на РПТ, Кюрдската работническа партия (ПКК) се намира под пълния контрол на САЩ още от времето на Войната в Персийския залив (1990 – 1991). От гледна точка на идеолозите на РПТ, сепаратизмът е „инструмент на американския империализъм“, предназначен да „разрушава“ националните пазари в страните на Третия свят в периода след завършването на студената война. Според партията обединението между турския и кюрдския народ е възможно в рамките на „антиимпериалистическата държава“, която трябва да се формира в резултат на демократична революция. Важен елемент при решаване на кюрдския проблем, според РПТ е ликвидирането на феодалните отношения в населените с кюрди провинции и превръщането на кюрдските селяни в свободни граждани.

## РПТ и делото „Ергенекон“
На 21 октомври 2008 г. в Истанбул започва съдебен процес срещу група журналисти, политици, учени и пенсионирани военни, обвинени за участие в тайното общество „Ергенекон“. По версия на следствието „Ергенекон“ представлява законспирирана националистическа организация, според чиито представители управляващата Партия на справедливостта и развитието, оглавявана от действащия президент Абдуллах Гюл и министър-председателят Реджеп Ердоган демонтират светската държава, създадена от Кемал Ататюрк и на практика се проявяват като ислямисти. На предполагаемите членове на „Ергенекон“ е предявено обвинение за антидържавен заговор и подготовката на държавен преврат. Според версията на следствието заговорът „Ергенекон“ е разкрит през юни 2007 г., когато в дома на пенсиониран армейски офицер в Истанбул са открити 28 ръчни гранати.. През март 2008 г. в хода на разследването на видни журналисти, политици и бивши военни по делото „Ергенекон“ са задържани председателят на РПТ Догу Перинчек и главният редактор на партийното списание „Просвещение“ („Aydınlık“) Серхан Боллук.